# 엘링
엘링(Elling)은 노르웨이에서 제작된 페테르 내스 감독의 2001년 영화이다. 페르 크리스찬 엘레프센 등이 주연으로 출연하였고 대그 알베베르그 등이 제작에 참여하였다.

## 출연

### 주연
- 페르 크리스찬 엘레프센
- 스벤 노딘

### 조연
- 요겐 랜게르
- 올라 오트네스
- 세실리 A 모슬리